# Aclytia mariamne
Aclytia mariamne är en fjärilsart som beskrevs av Druce 1855. Aclytia mariamne ingår i släktet Aclytia och familjen björnspinnare. Inga underarter finns listade i Catalogue of Life.